# Lüshunkou
Lüshunkou (em chinês simplificado: 旅顺口; em chinês tradicional: 旅順口; em japonês: 旅順口区, Ryojun-ku; em russo: Порт Артур), sendo também conhecida como Luyshun, é uma cidade da China situada no extremo sul da  península de Liaodong, que separa o golfo da Coreia do mar de Bohai. Seu nome ocidental, quando se tratava de um porto russo, era Porto Artur (em inglês: Port Arthur). O lugar é célebre por ter sido o cenário da Batalha de Port Arthur, durante a guerra russo-japonesa (1904-1905).
A administração japonesa (e posteriormente soviética) continuou até 1953. Os diplomatas ocidentais, nas notícias e nos escritos históricos, referem-se à cidade como Port Arthur. Entretanto, durante o período no qual a cidade foi controlada e administrada pelo Japão, era chamada Ryojun.

## História

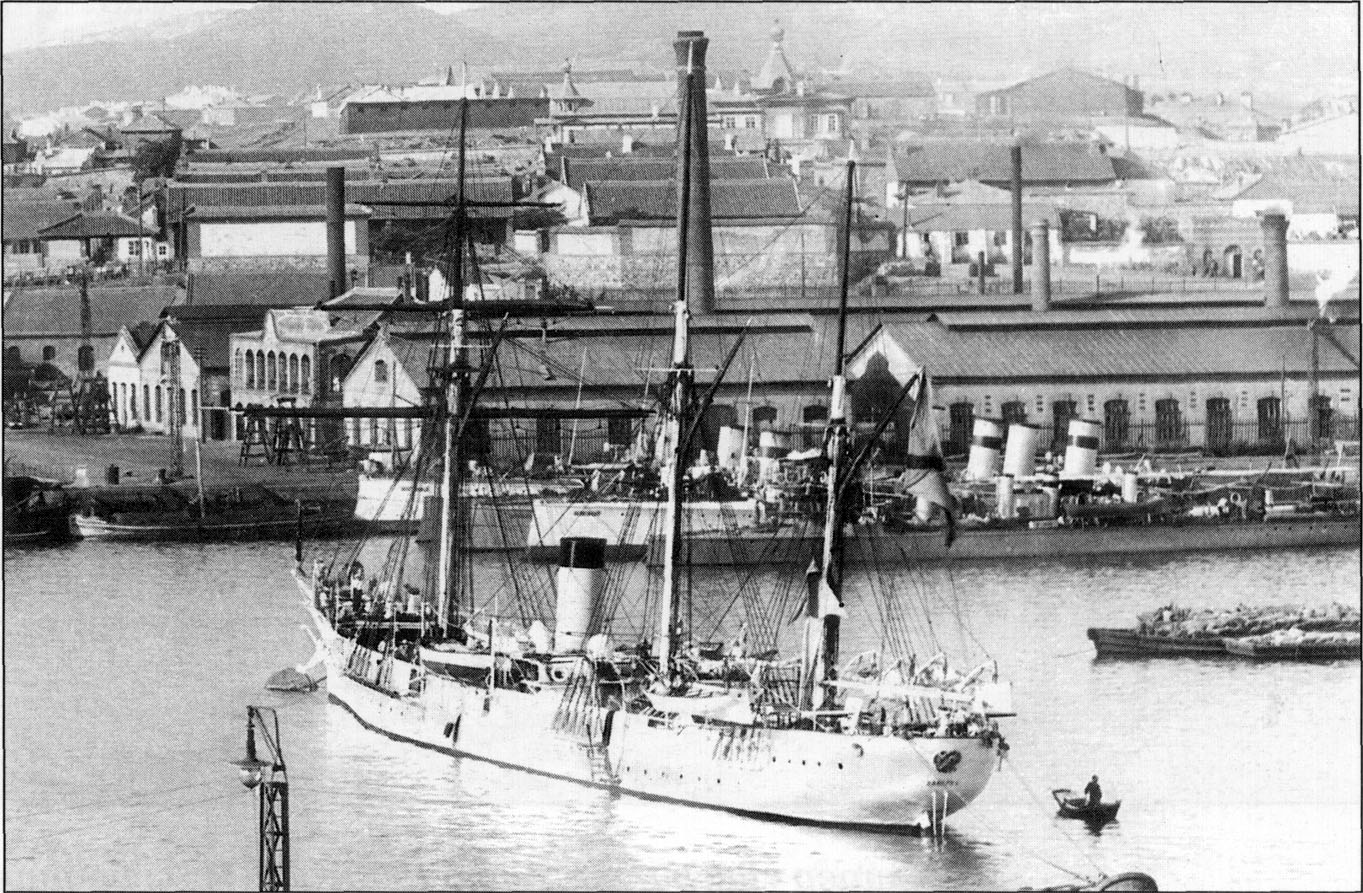
Cruzeiro imperial russo ancorado em Porto Artur.

A primeira entrada de Port Arthur na cena internacional foi durante a Primeira Guerra Sino-Japonesa (1894-1895). Seguindo as tropas chinesas em Pyongyang, em setembro de 1894, o primeiro e o segundo exército japoneses convergiram para a península de Liaodong por terra e mar. Os oficiais japoneses planeavam controlar a Península de Liaodong e Port Arthur, sendo conscientes da estratégica posição desse ponto a norte do Mar Amarelo, no meio das rotas de comércio para Tianjin.
Ao encontrar resistência apenas durante os dias 20 e 21 de novembro de 1894, as tropas japonesas entraram na cidade derrotada na manhã de 21 de novembro. Vários jornais ocidentais contemporâneos informavam o público de falsas violências por parte do vitorioso exército japonês sobre a população chinesa. Um destes jornalistas era James Creelman, do New York World.

### Ocupações japonesa e russa
O Japão ocupou Porto Artur a título de reparação de guerra, tal como fizera com o resto da Península de Liaodong. Segundo o Tratado de Shimonoseki, os japoneses teriam o controle da citada península. Em 1895, sob pressões da Intervenção Tripla (que era a união entre França, Alemanha e Rússia), o Japão foi obrigado a cedê-la em troca de uma indenização no valor de trinta milhões de taéis. A perda daquele território foi recebida como uma grande humilhação pelos japoneses.
Dois anos depois, a Rússia obteve o protetorado de uma parte da península de Liadong por parte da China e a concessão para unir a península ao leste da China, com ferrovias que ligavam Porto Artur e Dalian à cidade central de Harbin. Além disso, a Rússia começou a fortificar esta localidade.

### Guerra russo-japonesa
Dez anos depois, a cidade viria a ter um papel central na guerra russo-japonesa, ao ser palco de uma batalha pelo controle do seu território e da ferrovia. Depois que a revolta dos boxers foi sufocada por uma coalizão internacional, a Rússia se negou a retirar suas tropas da Manchúria e começou a reforçar a guarnição ao longo da Ferrovia do Sul da Manchúria. Vendo o que sucedia, o Japão propôs uma conferência bilateral a fim de resolver  a  questão de jurisdição de cada um dos países na Manchúria Oriental, vista por ambas as potências como parte de sua esfera de influência.
Tais conversações se realizaram entre 1902 e 1904. Enquanto as negociações se processavam entre os dois poderes, a Rússia prosseguia de facto com a anexação de território, fortificando a cidade e guarnecendo-a com suas tropas. Após mais de dois anos com negociações inconclusivas sobre os direitos, prerrogativas e interesses de cada país na Manchúria Interior, o Japão optou pela guerra contra a Rússia.

## Geografia

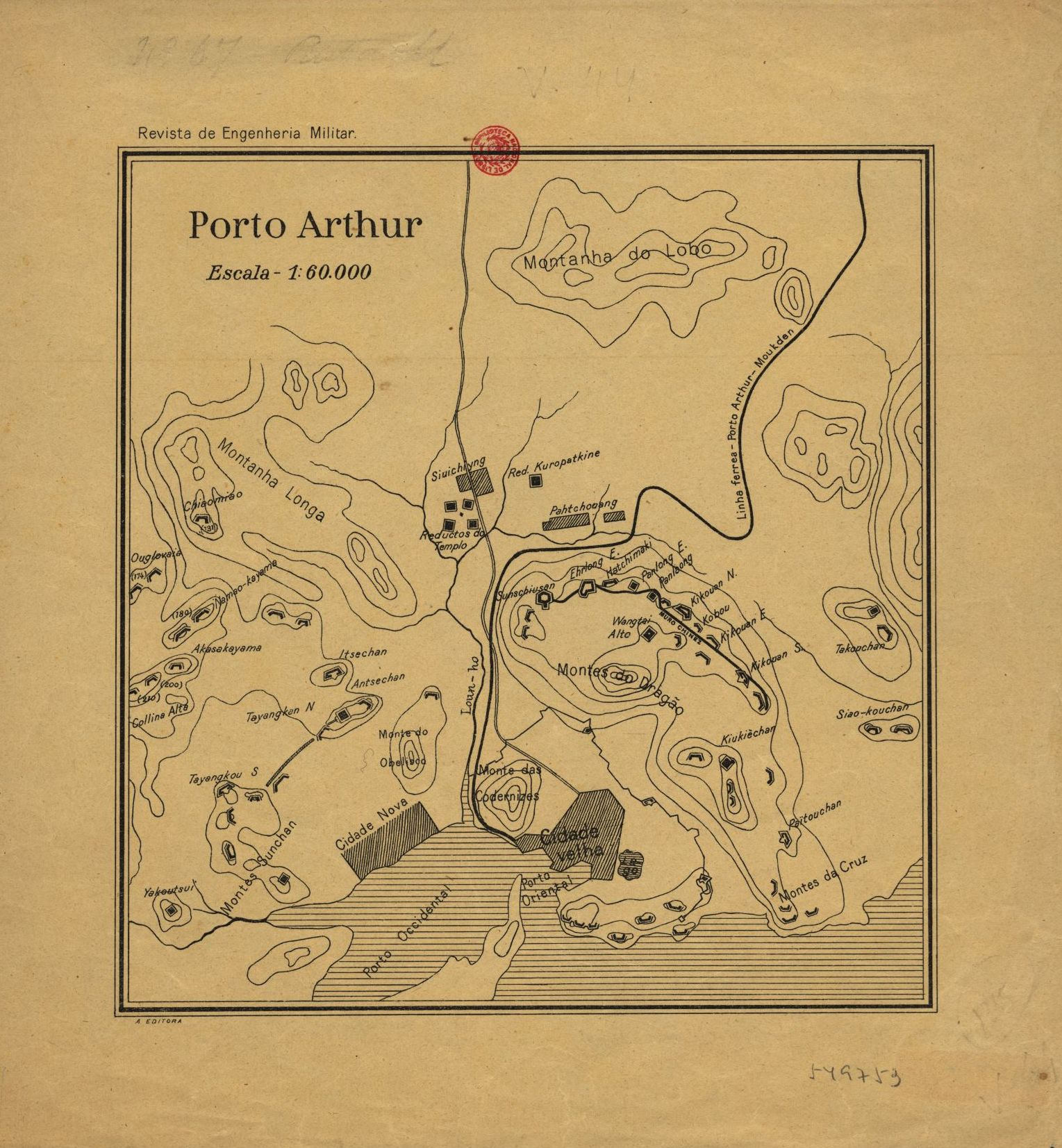
Mapa do Porto Artur.

Lüshunkou ocupa a ponta sul da Península de Liaodong, sendo este um local estratégico para a navegação nos mares orientais no século XIX. A península está próxima da Coreia, do Mar da China, do golfo da Coreia e do mar de Bohai. Pequim também está próxima, através do mar de Bohai, sobre o qual se situa o porto desta importante cidade comercial.

### Subdivisões
| Pinyin       | Hanzi  |
| ------------ | ------ |
| Subdistritos |        |
| Desheng      | 得胜   |
| Guangrong    | 光荣   |
| Dengfeng     | 登峰   |
| Shichang     | 市场   |
| Longwangtang | 龙王唐 |
| Shuishiying  | 水师营 |
| Localidades  |        |
| Jiangxi      | 江西   |
| Shuangdaowan | 双岛湾 |
| Sanjianbao   | 三涧堡 |
| Changcheng   | 长城   |
| Longtou      | 龙头   |
| Beihai       | 北海   |
| Tieshan      | 铁山   |